# Supergirl: Woman of Tomorrow
Supergirl: Woman of Tomorrow és una propera pel·lícula de superherois estatunidenca basada en DC Comics amb el personatge Supergirl. Produïda per DC Studios i distribuïda per Warner Bros. Pictures, serà la segona pel·lícula de l'Univers DC (DCU). La pel·lícula és dirigida per Craig Gillespie, escrita per Ana Nogueira, i serà protagonitzada per Milly Alcock com Kara Zor-El / Supergirl, al costat de Matthias Schoenaerts i Eve Ridley.
L'agost de 2018 va entrar en desenvolupament una pel·lícula amb Supergirl com a part de la franquícia DC Extended Universe (DCEU), i el personatge es va presentar a la pel·lícula The Flash (2023) interpretada per Sasha Calle. Els plans per al projecte autònom es van modificar quan James Gunn i Peter Safran es van convertir en co-CEOs de DC Studios l'octubre de 2022. El gener de 2023 es va anunciar una nova pel·lícula de Supergirl com a adaptació de la minisèrie de còmics Supergirl: Woman of Tomorrow (2021–22) de Tom King i Bilquis Evely. Nogueira va ser contractada el novembre de 2023, Alcock va ser inclosa el gener de 2024 i Gillespie va ser contractat al maig. El rodatge està previst que comence el gener de 2025 al Regne Unit.
Es preveu que Supergirl: Woman of Tomorrow s'estrene el 26 de juny de 2026. Formarà part del capítol 1 del DCU: Déus i monstres.

## Premissa
Mentre celebra el seu 21é aniversari, Kara Zor-El viatja a través de la galàxia amb Krypto el Supergos, durant el qual coneix a la jove Ruthye i emprén una "cerca assassina de venjança".

## Repartiment
- Milly Alcock com Kara Zor-El / Supergirl: La cosina de Superman que es va criar en un tros del planeta destruït Kryptó i va veure com tots els que l'envoltaven morien, convertint-la en una persona més cansada que el seu cosí que va ser criat a la Terra per pares que l'estimaven.
- Matthias Schoenaerts com a Krem
- Eve Ridley com a Ruthye Marye Knoll: una noia que coneix a Supergirl

El gos Krypto també apareixerà a la pel·lícula.

## Producció
Al gener de 2024, Milly Alcock, Emilia Jones, Cailee Spaeny i Meg Donnelly estaven en consideració per interpretar el paper principal. Donnelly havia donat veu al personatge a les pel·lícules d'animació Legion of Super-Heroes (2023) i Justice League: Crisis on Infinite Earths - Part One (2024). Jones no va audicionar per al paper, mentre que Alcock i Donnelly van fer audicions i proves de pantalla disfressades al set de Superman (2025) a Atlanta més tard aquell mes. Alcock va ser triada oficialment a finals de gener. Gunn va dir que encarnava com King, Evely i Nogueira havien interpretat el personatge, i que ja havia parlat de Milly Alcock a Safran més d'un any abans del càsting després de veure la seua actuació a la sèrie House of the Dragon. Gunn va afirmar que pensava que tenia "avantatge, gràcia [i] autenticitat" per a aquesta interpretació de Supergirl, que volia allunyar-se de la representació més seriosa del personatge per Melissa Benoist a la sèrie Supergirl (2015–2021). L'estudio esperava contractar un director per a la pel·lícula en les setmanes vinents, però va prioritzar el càsting de Supergirl en lloc de trobar un director perquè el personatge havia de debutar en un altre projecte del DCU, que es rumorejava que era Superman, abans de Woman of Tomorrow. S'esperava que el rodatge de Woman of Tomorrow començara a finals de 2024. Zaslav va confirmar al febrer que el guió ja s'havia escrit i que hi havia més càsting en marxa. A l'abril, Craig Gillespie va entrar en converses per dirigir la pel·lícula i es va revelar que Chantal Nong, vicepresidenta de DC Studios, n'era productora executiva. Gillespie va ser confirmat com a director el mes següent, quan la pel·lícula va rebre una data d'estrena el 26 de juny de 2026, i el rodatge estava previst que començara aquell octubre a Atlanta.
Al setembre, Matthias Schoenaerts es va unir al repartiment com el dolent Krem i s'esperava que el rodatge començara el gener de 2025 al Regne Unit. Eve Ridley va ser elegida com a Ruthye Marye Knoll a finals de mes.
El rodatge va començar el gener de 2025 al Regne Unit.

## Estrena
Supergirl: Woman of Tomorrow s'estrenarà als cinemes per Warner Bros. Pictures el 26 de juny de 2026. Formarà part del Capítol 1 del DCU: Gods and Monsters.